# Корнберг-бай-Ригерсбург
Корнберг-бай-Ригерсбург (нем. Kornberg bei Riegersburg) — коммуна в Австрии, в федеральной земле Штирия. 
Входит в состав округа Фельдбах.  Население составляет 1183 человека (на 31 декабря 2005 года). Занимает площадь 15,97 км².

## Политическая ситуация
Бургомистр коммуны — Фердинанд Нестельбергер (АНП) по результатам выборов 2005 года.
Совет представителей коммуны (нем. Gemeinderat) состоит из 15 мест.
- АНП занимает 12 мест.
- СДПА занимает 3 места.